# Mucor amphibiorum
Mucor amphibiorum es una especie de hongos originaria de Australia, que comúnmente causa úlceras en los ornitorrincos, los que, al estar infectados les pueden surgir complicaciones potencialmente fatales. Además se sabe que puede alterar la habilidad de regular su temperatura corporal. Actualmente se encuentra limitado solo a la isla de Tasmania y su primera aparición reportada se data en 1982 en el río Elizabeth.